# توبی آدبایو رولینگ
توبی آدبایو رولینگ (انگلیسی: Tobi Adebayo-Rowling؛ زادهٔ ۱۶ نوامبر ۱۹۹۶) بازیکن فوتبال اهل بریتانیا است.
از باشگاه‌هایی که در آن بازی کرده‌است می‌توان به باشگاه فوتبال پیتربورو یونایتد و باشگاه فوتبال اسلایگو راورز اشاره کرد.